# Andersbach (Gemeinde Hohenberg)
Andersbach ist eine der fünf Ortschaften der niederösterreichischen Gemeinde Hohenberg.

## Geografie
Die Ortschaft befindet sich nordöstlich des Hauptortes Hohenberg in einem rechten Seitental der Unrechttraisen, das von Andersbach durchflossen wird. Der Ort ist als Wintersportort bekannt, denn bei guter Schneelage wird durch das Tal die Andersbachloipe präpariert.

## Geschichte
Im Jahr 1822 wurde der Ort als Amt mit elf Häusern genannt, das nach Hohenberg eingepfarrt war, wohin auch die Kinder eingeschult wurden. Die Herrschaft Hohenberg besaß die Ortsobrigkeit, übte die Landgerichtsbarkeit aus, besorgte die Konskription und hatte die Grundherrschaft inne. Laut Adressbuch von Österreich waren im Jahr 1938 in Andersbach zwei Holzhändler und mehrere Landwirte ansässig.